# Літвяк Лідія Володимирівна
Літвяк Лідія Володимирівна (рос. Литвяк Лидия Владимировна, (нар. 18 серпня 1921 — 1 серпня 1943) — радянська льотчик-ас, у роки німецько-радянської війни командир ланки 3-ї ескадрильї 73 гвардійського Сталінградського винищувального авіаційного полку (6-та гвардійська Донська винищувальна авіаційна дивізія, 8-ма повітряна армія, Південний фронт), гвардії молодший лейтенант. Рекордсменка серед жінок-авіаторів за кількістю збитих ворожих літаків. Герой Радянського Союзу (1990 — посмертно). У віці неповних 22 років загинула в бою над Міус-фронтом.

## Біографія
Лідія Літвяк народилася в Москві 18 серпня 1921 року. З 14 років займалася в аероклубі. У 15 років вона вже зробила свій перший самостійний політ. Після закінчення Херсонської авіаційної школи льотчиків-інструкторів працювала в Калінінському аероклубі. Підготувала 45 льотчиків.
У 1942 році була зарахована до 586 ВАП, «жіночий авіаполк», приписавши собі відсутні 100 годин нальоту. Освоїла винищувач Як-1. Перший бойовий виліт зробила в небі над Саратовом. У серпні 1942 року в групі збила німецький бомбардувальник Ю-88. У вересні була переведена в 437-й винищувальний авіаційний полк (287-ма винищувальна авіаційна дивізія, 8-ма повітряна армія, Південно-Східний фронт).
13 вересня у другому бойовому вильоті над Сталінградом збила бомбардувальник Ю-88 і винищувач Me-109. Льотчиком Me-109 виявився німецький барон, який отримав 30 повітряних перемог, кавалер Лицарського хреста. 27 вересня у повітряному бою з дистанції 30 м вразила Ю-88. Потім у парі з Р. Бєляєвою збила Me-109.
У цей час на капоті літака Лідії на її прохання була намальована біла лілія, і Літвяк отримала прізвисько «Біла лілія Сталінграду», і «Лілія» стала її радіопозивним.
Незабаром її перевели в 9-й винищувальний авіаційний полк — своєрідну збірну найкращих льотчиків, створену для завоювання переваги в повітрі. Під час служби в полку в кінці грудня 1942 року Літвяк знищила неподалік від свого аеродрому бомбардувальник До-217. В кінці 1942 року вона була переведена у 296-й ВАП.
11 лютого 1943 року в повітряному бою збила 2 літаки супротивника — особисто Ю-88 і в групі ФВ-190. Незабаром в одному з боїв літак Літвяк був підбитий, і вона змушена була приземлитися на території, зайнятій противником. Коли німецькі солдати спробували взяти її в полон, один з льотчиків-штурмовиків прийшов до неї на допомогу: вогнем з кулеметів змусив німців залягти, а сам приземлився і взяв Літвяк на борт.
23 лютого 1943 року Лілія Литвяк отримала свою першу бойову нагороду — орден Червоної Зірки.
22 березня в районі Ростова-на-Дону брала участь у перехопленні групи німецьких бомбардувальників. В ході бою їй вдалося збити один літак. Помітивши шістку Me-109, вступила з ними в нерівний бій, даючи своїм бойовим товаришам виконати бойове завдання. В ході бою була важко поранена, але зуміла привести пошкоджений літак на аеродром.
Після лікування була відправлена доліковуватися додому, але через тиждень знову була в полку.
5 травня 1943 року вилетіла на супровід бомбардувальників, в ході бою збила ворожий винищувач, ще один збила через 2 дні.
Наприкінці травня Лілія Літвяк збила ворожий аеростат — коректувальник артилерійського вогню, який не могли збити раніше через сильне зенітне прикриття. За цю перемогу вона отримала орден Червоного Прапора.
21 травня 1943 року в бою загинув чоловік Лілії Літвяк Герой Радянського Союзу О. Ф. Соломатін.
15 червня Лілія Літвяк збила Ю-88, а потім, відбиваючись від шістки німецьких винищувачів, збила один з них. У цьому бою вона отримала легке поранення і відмовилася їхати в госпіталь.
18 липня в сутичці з німецькими винищувачами Літвяк і її найкраща подруга Катя Буданова були збиті. Літвяк вдалося вистрибнути з парашутом, а Буданова загинула.
В кінці липня — початку серпня 1943 року йшли важкі бої по прориву німецької оборони на рубежі річки Міус, яка закривала дорогу на Донбас. Бої на землі супроводжувалися впертою боротьбою за перевагу в повітрі. 1 серпня 1943 року Лілія Літвяк зробила 4 бойові вильоти, в ході яких збила особисто 2 літаки противника й 1 у групі. З четвертого вильоту вона не повернулася.
Командування дивізії підготувало подання Лілії Літвяк до звання Героя Радянського Союзу, але пройшли чутки, що льотчиця потрапила в німецький полон, і подання було відкладено (за іншою версією, до звання Героя Радянського Союзу не могли бути представлені особи, зниклі безвісти).
Повоєнні роки однополчани продовжували вести пошуки зниклої льотчиці. Знайти вдалося випадково у братській могилі в селі Дмитрівка, Шахтарського району Донецької області. Її останки були виявлені місцевими хлопчиками, коли ті ловили вужів.
5 травня 1990 року Президент СРСР Горбачов підписав указ про присвоєння Лілії Володимирівні Літвяк звання Героя Радянського Союзу посмертно. Орден Леніна № 460056 та Медаль «Золота Зірка» № 11616 були передані на зберігання родичам загиблої.

## Пам'ять
- У Москві на будинку № 14 по вулиці Новослобідський, в якому жила Лідія Літвяк і звідки пішла на фронт, встановлено меморіальну дошку.
- В місті Хрустальний в центральному сквері стоїть пам'ятник Лілії Літвяк, прямо навпроти будівлі школи № 1 ім. Лілії Літвяк[1].
- Занесена до Книги рекордів Гіннеса як жінка-льотчик, яка здобула найбільшу кількість перемог у повітряних боях.

### Художня література
- Кравцова Наталия Фёдоровна. «Вернись из полета.» М., 1971; 1979.